# Кавасима, Рюта
Рю́та Каваси́ма (яп. 川島 隆太; род. 23 мая 1959 года, Тиба, префектура Тиба, Япония) — японский нейроучёный, специалист по томографии мозга. Также известен своим участием в разработке серии развивающих игр для пожилых людей Brain Age для Nintendo DS и Nintendo 3DS.

## Биография
Родился 23 мая 1959 года в городе Тиба префектуры Тиба.
В 1978 году окончил среднюю школу Тиба Минами.
В 1985 году окончил медицинский факультет Университета Тохоку, где в Высшей медицинской школе в 1989 году также получил доктора медицины.
В 1991 году был приглашённым исследователем в Каролинском институте
В 1993 году стал научным сотрудником Института старения Университета Тохоку.
В 2001 году стал профессором Центра научно-технических исследований Университета Тохоку.
С 2006 года по настоящее время — профессор Лаборатории изучения функций мозга Института старения и медицинских исследований Университета Тохоку с пожизненным контрактом.
Был членом Национального совета по образовательной реформе, где занимался вопросами японского языка и культуры.

## Научная деятельность
Одной из основных тем исследований Кавасимы является сопоставление областей мозга с такими способностями человека, как эмоции, речь, запоминание и познание. Кроме того он занимается нейрофизиологией и является специалистом по нейровизуализации.

## Научные труды
- 『自分の脳を自分で育てる たくましい脳をつくり、じょうずに使う』（2001年、くもん出版）『川島隆太の自分の脳を自分で育てる 朝5分の音読・単純計算』講談社+α文庫
- 『読み・書き・計算が子どもの脳を育てる』（2002年、子どもの未来社）のち祥伝社黄金文庫
- 『高次機能のブレインイメージング 神経心理学コレクション』（2002年、医学書院）
- 『朝刊10分の音読で「脳力」が育つ 脳科学の最先端研究が明かす驚異の事実』（2002年、PHPエディターズ・グループ）のち文庫
- 『「音読」すれば頭がよくなる 一日二〇分!能力はここまでアップする』（2003年、たちばな出版）
- 『子どもを賢くする脳の鍛え方 徹底反復!読み書き計算』（2003年、小学館）
- 『脳を育て、夢をかなえる 脳の中の脳「前頭前野」のおどろくべき働きと、きたえ方』（2003年、くもん出版）
- 『おいしい父親の作り方かしこい子どもの育て方 脳が教える幸せレシピ』（2003年、学研）『子どもの脳を鍛える子育てアドバイス』光文社知恵の森文庫
- 『川島隆太教授の脳を鍛える大人の計算ドリル 単純計算60日』（2003年、くもん出版）
- 『川島隆太教授の脳を鍛える大人の音読ドリル名作音読・漢字書き取り60日』（2003年、くもん出版）
- 『音読と計算で子供の脳は育つ 最先端脳科学者の「夫婦で健脳子育て」』（川島英子共著、2003年、二見書房）
- 『大人から子どもまで脳力を鍛える音読練習帳』（2004年、宝島社）のち文庫
- 『5分間活脳法 誰でもできる頭の鍛え方』（2004年、大和書房）『脳年齢若がえり!大人の5分間トレーニング』文庫
- 『頭をよくする本 川島隆太先生と100人の子どもたちが脳について考えてみた!』ベストセラーズ　2004
- 『大人から子どもまで「脳力」を鍛える音読練習帳 決定版!』宝島社　2004
- 『大人から子どもまで毎日つづける「脳力」日記帳』宝島社　2004
- 『川島隆太教授の脳を鍛える携帯版大人のドリル』くもん出版　2004
- 『川島隆太教授の脳を鍛える即効トレーニング』二見書房　2004
- 『「図解」頭がよくなる朝、10分の習慣 簡単!今日からできる記憶力・創造力・学習力アップの切り札』PHP研究所　2004
- 『天才の創りかた』講談社インターナショナル　2004　のち+α文庫
- 『川島隆太・陰山英男・杉田久信の驚異の学力づくり』フォーラム・A　2004
- 『脳をパワーアップしたい大人のための脳のなんでも小事典 脳を知り、鍛え、育むためのビジュアルガイド』泰羅雅登,中村克樹共著　技術評論社　2004
- 『脳と音読』安達忠夫共著　2004　講談社現代新書
- 『痴呆に挑む 学習療法の基礎知識』山崎律美共著　くもん出版　2004
- 『大人から子どもまで「脳力」を鍛える音読練習帳 世界の名作童話 最新版!』宝島社　2005
- 『川島隆太教授の脳を鍛える大人の料理ドリル 料理の基本テクニック30日』くもん出版　2005
- 『図解頭がよくなる脳の使い方 カンタン脳トレーニングでできる・やる気が涌く・記憶力アップ!』大和書房　2005
- 『脳を鍛える新聞の読みかた 毎朝10分の音読と簡単トレーニングで脳がめざめる』中央公論新社　2005
- 『脳年齢チェック 脳を知る5種類のテスト 川島教授が、手軽にできる脳トレーニングも提案!』PHP研究所　2006
- 『脳の力こぶ 科学と文学による新「学問のすゝめ」』藤原智美共著　集英社　2006　のち文庫
- 『現代人のための脳鍛錬』2007　文春新書
- 『オトナのための脳授業 ボクらの時代』泰羅雅登,中村克樹共著　扶桑社　2007
- 『記憶がなくなるまで飲んでも、なぜ家にたどり着けるのか? 身近な酔っ払いに学ぶ脳科学』泰羅雅登共著　ダイヤモンド社　2007　のち新潮文庫
- 『脳トレ教授川島隆太の脳は朝ごはんで決まる!』小菅陽子料理 高橋敦子栄養解説　ヴィレッジブックス 2007
- 『さらば脳ブーム』（2010年、新潮新書）
- 『遺伝子学者と脳科学者の往復書簡 今、子どもたちの遺伝子と脳に何が起きているのか?』村上和雄共著　くもん出版　2010
- 『年を重ねるのが楽しくなる!〈スマート・エイジング〉という生き方』村田裕之共著　2012　扶桑社新書

### Переводы на русский язык
- Кавашима Р. Тренируй свой мозг: японская система развития интеллекта и памяти. — СПб.: Питер, 2016. — 191 с. (Сам себе психолог) ISBN 978-5-496-02151-7 : 7000 экз.
- Кавашима Р. Как заставить работать мозг в любом возрасте: японская система развития интеллекта и памяти. / пер. с яп. А. Борисова. — СПб.: Питер, 2017. — 156 с. (Вы и ваш ребёнок) ISBN 978-5-496-02969-8 : 7000 экз.
- Кавашима Р. Японская система развития интеллекта и памяти. Программа "60 дней". / пер. с яп. И. Лебедева. — СПб.: Питер, 2017. — 192 с. (Сам себе психолог) ISBN 978-5-459-01267-5
- Кавашима Р. Тренируем мозг. Продукты и рецепты для улучшения памяти, интеллекта и мышления: японская система для здоровья мозга программа "30 дней" / пер. с яп. Т. Кудоярова. — СПб.: Питер, 2018. — 95 с. (Сам себе психолог) ISBN 978-5-4461-0636-3 : 7000 экз.
- Кавашима Р. Тренируй свою память. Японская система сохранения здоровья мозга. / пер. с яп. А. Борисова. — СПб.: Питер, 2018. — 112 с. (Сам себе психолог) ISBN 978-5-4461-1142-8
- Кавашима Р. Суперсчёт для супермозга. Японская система для улучшения умственной деятельности. / пер. с яп. Е. Кобзарь. — СПб.: Питер, 2019. — 176 с. (Сам себе психолог) ISBN 978-5-4461-1010-0
- Кавашима Р. Тренируем мозг: тетрадь для развития памяти и интеллекта № 1: [программа на 60 дней всего по 5 минут в день] / пер. с яп. Д. Лазарева. — 3-е изд., испр. — М.: Манн, Иванов и Фербер, 2018. — 174, [17] с. (Kumon) ISBN 978-5-00117-198-0 : 3000 экз.
- Кавашима Р. Тренируем мозг: тетрадь для развития памяти и интеллекта № 2 / пер. с яп. Д. Лазарева. — 2-е изд. — М. : Манн, Иванов и Фербер, 2018. — 174, [17] с. ISBN 978-5-00117-197-3
- Кавашима Р. Тренируем мозг: тетрадь для развития памяти и интеллекта № 3 / пер. с яп. Д. Лазарева. — М.: Манн, Иванов и Фербер, 2017. — 174, [17] с. ISBN 978-5-00100-588-9 : 3000 экз.
- Кавашима Р. Тренируем мозг: тетрадь для развития памяти и интеллекта № 4: [программа на 60 дней всего по 5 минут в день / пер. с яп. Д. Лазарева. — М.: Манн, Иванов и Фербер, 2017. — 174, [17] с. (Kumon) ISBN 978-5-00100-589-6 : 3000 экз.
- Кавашима Р. Тренируем мозг: тетрадь для развития памяти и интеллекта № 5: [программа на 60 дней всего по 5 минут в день] / пер. с яп. Д. Лазарева. — М.: Манн, Иванов и Фербер, 2017. — 174, [17] с. (Kumon) ISBN 978-5-00100-745-6
- Кавашима Р. Тренируем мозг: тетрадь для развития памяти и интеллекта № 6: [программа на 60 дней всего по 5 минут в день] / пер. с яп. Д. Лазарева. — М.: Манн, Иванов и Фербер, 2017. — 174, [17] с. (Kumon) ISBN 978-5-00100-746-3